# 10, 9, 8, 7, 6, 5, 4, 3, 2, 1
10, 9, 8, 7, 6, 5, 4, 3, 2, 1 è il quarto album in studio del gruppo rock australiano Midnight Oil, pubblicato nel 1982.

## Tracce
1. Outside World – 4:24
2. Only the Strong – 4:31
3. Short Memory – 3:52
4. Read About It – 3:52
5. Scream in Blue – 6:22
6. US Forces – 4:06
7. Power and the Passion – 5:39
8. Maralinga – 4:44
9. Tin Legs and Tin Mines – 4:28
10. Somebody's Trying to Tell Me Something – 3:58

## Formazione
- Peter Garrett - voce
- Rob Hirst - batteria, voce
- Peter Gifford - basso, voce
- Jim Moginie - chitarra, tastiere
- Martin Rotsey - chitarra